# Dedi III di Lusazia
Dedi III, o Dedo III, detto il Grasso, (1130 circa – 16 agosto 1190) fu margravio di Lusazia dal 1185 alla morte.

## Biografia
Dedo era un figlio minore del marchese Corrado I di Meißen e di Luitgarda di Ravenstein e apparteneva dunque alla dinastia dei Wettin. Dal 1144 amministrò la signoria di Groitzsch come erede del defunto conte Enrico di Groitzsch († 1135), e anche in qualità di figlio adottivo di sua zia Berta († 1143), sorella di Enrico ed erede di Groitzsch. Quando il margravio Corrado si ritirò nel 1156, le proprietà dei Wettin furono divise e Dedi ricevette formalmente la contea di Groitzsch e la signoria di Rochlitz, con l'ufficio di Vogt sul vescovato di Naumburg.
Dedi partecipò a cinque campagne dell'imperatore Hohenstaufen Federico Barbarossa nel Regnum Italicum. Nel 1177 fu inviato di Federico da papa Alessandro III e giurò, per conto di Federico, di sostenere il trattato di Venezia, che pose fine allo al conflitto tra il papa e l'imperatore.
Ritornato in Germania, Dedi sembra aver trascorso gran parte della sua vita a Rochlitz. Come il fratello maggiore Ottone II di Meißen, incoraggiò l'insediamento di coloni di etnia tedesca nel suo territorio. Fondò il priorato di Wechselburg come monastero privato familiare, dove furono sepolti lui e i suoi discendenti. Come i suoi fratelli maggiori, il margravio Ottone II di Meißen e il margravio Teodorico II di Lusazia, era un fedele sostenitore dell'imperatore Federico nel conflitto contro il duca Enrico il Leone della dinastia Welfen.
Quando suo fratello Teodorico I, che si era autoproclamato margravio di Landsberg, morì nel 1185, Dedi ereditò i suoi possedimenti lusaziani e l'imperatore Federico lo investì del titolo fraterno di margravio di Lusazia. Nella disputa per la successione al margraviato di Meißen dopo la morte del fratello Ottone II nel 1190, Dedi e i suoi figli si schierarono con il cugino Alberto il Fiero.
Per mettersi in forma allo scopo di poter partecipare alla Terza Crociata, Dedi fece tentare ai suoi medici una liposuzione (egli era infatti soprannominato il Grasso). L'operazione fallì e Dedi morì il 16 agosto 1190. Venne sepolto assieme alla moglie, morta l'anno prima, nella basilica di Santa Croce.

## Matrimonio e figli

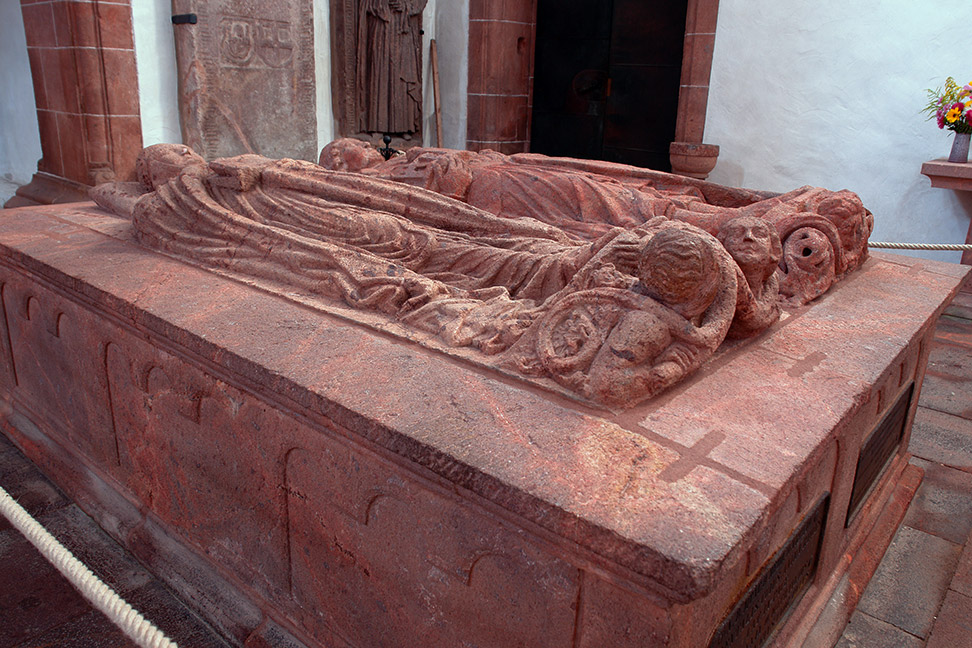
Gisant di Dedo III e della moglie Matilde di Heinsberg nella Basilica di Santa Croce.

Dedi sposò Matilde di Heinsberg († 1189) ed ebbero sei figli:
- Teodorico (prima del 13 settembre 1159 – 13 giugno 1207), conte di Sommerschenburg e Groitzsch e in seguito prevosto di Magdeburgo; sposò Giuditta di Turingia, figlia di Ludovico III di Turingia;
- Filippo, preposto di Xanten (1182–1190);
- Corrado II (dopo il 13 settembre 1159 – 6 maggio 1210), margravio di Lusazia;
- Enrico († 1174);
- Goswin († 1174);
- Agnese (tra il 1160 e il 1165 – 24/26 marzo 1195), che sposò Bertoldo IV d'Andechs.

Dedi fu il nonno della santa Edvige di Andechs e il bisnonno del principe francese Filippo Hurepel di Clermont. Era anche un bisnonno della santa Elisabetta d'Ungheria attraverso Gertrude di Merania.

## Ascendenza
|                         |   |                            | Genitori               |  |  | Nonni |  |  | Bisnonni               |  |  | Trisnonni        |  |
|                         |   |                            |                        |  |  |       |  |  | Teodorico I di Lusazia |  |  | Dedi I di Wettin |  |
|                         |   |                            |                        |  |  |       |  |  | Teodorico I di Lusazia |  |  | Dedi I di Wettin |  |
|                         |   | Thietburga di Haldensleben |                        |  |  |       |  |  | Teodorico I di Lusazia |  |  |                  |  |
| Thimo di Wettin         |   |                            |                        |  |  |       |  |  | Teodorico I di Lusazia |  |  |                  |  |
|                         |   | Matilde di Meißen          | Eccardo I di Meißen    |  |  |       |  |  |                        |  |  |                  |  |
|                         |   | Matilde di Meißen          | Eccardo I di Meißen    |  |  |       |  |  |                        |  |  |                  |  |
|                         |   | Matilde di Meißen          | Swanehilde di Sassonia |  |  |       |  |  |                        |  |  |                  |  |
| Corrado di Meißen       |   | Matilde di Meißen          |                        |  |  |       |  |  |                        |  |  |                  |  |
|                         |   | Ottone di Northeim         | Bernardo di Northeim   |  |  |       |  |  |                        |  |  |                  |  |
|                         |   | Ottone di Northeim         | Bernardo di Northeim   |  |  |       |  |  |                        |  |  |                  |  |
|                         |   | Ottone di Northeim         | Eilika                 |  |  |       |  |  |                        |  |  |                  |  |
| Ida di Northeim         |   | Ottone di Northeim         |                        |  |  |       |  |  |                        |  |  |                  |  |
|                         |   | Richenza di Svevia         | Ottone II di Svevia    |  |  |       |  |  |                        |  |  |                  |  |
|                         |   | Richenza di Svevia         | Ottone II di Svevia    |  |  |       |  |  |                        |  |  |                  |  |
|                         |   | Richenza di Svevia         | …                      |  |  |       |  |  |                        |  |  |                  |  |
| Dedi III di Meißen      |   | Richenza di Svevia         |                        |  |  |       |  |  |                        |  |  |                  |  |
|                         | … | …                          |                        |  |  |       |  |  |                        |  |  |                  |  |
|                         | … | …                          |                        |  |  |       |  |  |                        |  |  |                  |  |
|                         | … | …                          |                        |  |  |       |  |  |                        |  |  |                  |  |
| Adalberto di Ravenstein | … |                            |                        |  |  |       |  |  |                        |  |  |                  |  |
|                         |   | …                          | …                      |  |  |       |  |  |                        |  |  |                  |  |
|                         |   | …                          | …                      |  |  |       |  |  |                        |  |  |                  |  |
|                         |   | …                          | …                      |  |  |       |  |  |                        |  |  |                  |  |
| Liutgarda di Elchingen  |   | …                          |                        |  |  |       |  |  |                        |  |  |                  |  |
|                         |   | …                          | …                      |  |  |       |  |  |                        |  |  |                  |  |
|                         |   | …                          | …                      |  |  |       |  |  |                        |  |  |                  |  |
|                         |   | …                          | …                      |  |  |       |  |  |                        |  |  |                  |  |
| Berta di Boll           |   | …                          |                        |  |  |       |  |  |                        |  |  |                  |  |
|                         |   | …                          | …                      |  |  |       |  |  |                        |  |  |                  |  |
|                         |   | …                          | …                      |  |  |       |  |  |                        |  |  |                  |  |
|                         |   | …                          | …                      |  |  |       |  |  |                        |  |  |                  |  |
|                         |   | …                          |                        |  |  |       |  |  |                        |  |  |                  |  |